# Promoniliformis ovocristatus
Espèce
Synonymes
- Echinorhynchus ovocristatus von Linstow, 1897 - protonyme
- Moniliformis ovocristatus (von Linstow, 1897)
- Heteracanthorhynchus echinopsi Horchner, 1962

Promoniliformis ovocristatus est une espèce d'acanthocéphales de la famille des Moniliformidae. C'est un parasite digestif du Tenrec à Madagascar découvert par Otto Friedrich Bernhard von Linstow (d) en 1897.

## Description
La taille maximale de Promoniliformis ovocristatus serait de 222 mm pour les femelles et de 65 mm pour les mâles.